# 拉尔夫·日·奥勒茨
拉尔夫·日·奥勒茨（德語：Ralf R. Ollertz，1964年—）是一位德国作曲家。他与陶拉·利姆尼奥斯（Toula Limnaios）一起担任柏林礼堂舞台（HALLE TANZBÜHNE BERLIN）和陶拉·利姆尼奥斯舞蹈团（cie. toula limanios）的艺术总监。

## 生活
奥勒茨在纽伦堡和杜塞尔多夫学作曲，电声音乐，钢琴和指挥。于1988年，他被任命为伍珀塔尔剧院（Wuppertaler Schauspielhaus）的音乐总监。他获得奖学金而前往意大利师从萨尔瓦托雷·夏里诺（Salvatore Sciarrino）学作曲。随后他在埃森福克旺艺术大学（Folkwagen University of Arts）继续就读。他从师尼古劳斯·阿·胡贝尔（Nikolaus A. Huber）学作曲，从师德克·赖特（Dirk Reith）学电声音乐，也获得高等艺术学位。奥勒茨创办了《开始把-新音乐团》（go ahead），也与视觉艺术家紧密合作。他与克拉伦斯·巴洛（Clarence Barlow）和哈特穆特·吉尔肯（Hartmut Geerken）两位作家还一起写作和制作广播剧。他长达三年担任音乐总监并与克劳迪亚·利希特布劳（Claudia Lichtblau）合作。于2002年，他与威利·道姆（Willy Daum）一起写的歌剧《撞车》（car crash）在汉诺威国家歌剧院（Staatsoper Hannover）首演。于2006年，这部歌剧在斯图加特国家歌剧院（Staatsoper Stuttgart）再次被搬演。
拉尔夫·日·奥勒茨与陶拉·利姆尼奥斯一起创建并管理陶拉·利姆尼奥斯舞蹈团（成立于1996年）和柏林礼堂舞台（成立于2003年）。
除了室内乐和管弦乐，他还写电声乐，电影乐，戏剧乐和广播剧。他的作品赢得了很多国际奖项。通过电台，舞台和银幕，他艺术作传播在全欧洲，南美，澳大利亚，日本，南非和美国。

## 延伸阅读
- The Daily Mirror （Der Tagesspiegel）, a special issue on the theater award George Tabori 2012, The Fund for Performing Arts, 16. - 23.05.2012.
- Welt - Bild - Theater, Volume 1, p. 237, Kati Röttger, Gesellschaft für Theaterwissenschaft, 2010, ISBN 3823366068.